# Вальдивия, Андрес де
Андре́с де Вальди́вия — испанский конкистадор середины XVI века, родился в городе У́беда провинции Хаэ́н в Испании, убит индейцами в регионе своего правления в 1575 году.
Занимал должность судебного секретаря в муниципалитете Ансе́рма.
В 1569 году назначен королём Испании на должность губернатора и капитан-генерала провинций Антио́хия, Итуа́нго, Ни́ве и Бренду́ко, принадлежащих Новому Королевству Гранада (в настоящее время — Колумбия).
Имея характер вспыльчивый и воинственный, он углубился со своим войском в местность севера Центральных Кордильер Колумбии, и достиг в своих поисках низины реки Ка́ука.
В конце XVI века в 1575 году, в то время, как он занимал пост губернатора Антиохии (следующим стал дон Гаспар де Родас), воины каси́ка Гуарка́ма, индейского народа нута́бес, в ожесточенном бою убили Вальдивия и всех его солдат. В наши дни это событие известно, как «ля Мата́нса» (la Matanza в переводе с испанского — бойня, резня, кровавая расправа).
Смерть де Вальдивия была особенно жестокой. Туземный вождь оскорбил губернатора, обратившись к нему: «Паскудный губернатор, ты собака и мерзкий вор. И как собаку, мне должно сожрать его, отплатив за то зло, что причинил он мне и моему народу. Скажите ему, что я сейчас же слопаю его как кролика или лань, и, когда его король пришлёт сюда других испанцев, у нас найдутся ножи и зубы и для них», — по словам Педро Симо́на, цитирует Робе́рто Кадави́д Миса́с в Истории Антиохии, которая заканчивается словами:
«Тотчас четверо набросились на него, сорвали его одежды, отсекли голову, и выпили кровь, бросаясь наперебой, как псы на бойне. Свершив это мгновенно, съели там же его сырую печень, а мясо разделили между старейшинами».
Туземцы отрезали головы испанцев и, насадив на шесты, выставили их в качестве устрашения. Однако, вскоре после этих событий губернатор Гаспар де Родас предпринял ответные меры и покончил с индейцами.
Кадавид Мисас Роберто, Аргос, История Антиохии, Виртуальная библиотека Антиохии.